# دويليو دافينو
دويليو سيزار جان بيير دافينو رودريغيز (بالإسبانية: Duilio Davino)‏ (مواليد 21 مارس 1976 في ليون) لاعب كرة قدم مكسيكي دولي يجيد اللعب في خط الدفاع . يلعب حاليا لصالح نادي مونتيري المكسيكي من سنة 2009 .

## روابط خارجية
- دويليو دافينو على موقع الاتحاد الدولي (مؤرشف)  (الإنجليزية)
- دويليو دافينو على موقع الدوري الأمريكي (الإنجليزية)
- دويليو دافينو على موقع قاعدة بيانات كرة القدم.إي يو (الإنجليزية)
- دويليو دافينو على موقع ناشيونال فوتبول تيمز (الإنجليزية)
- دويليو دافينو على موقع Soccerway.com (الإنجليزية)
- دويليو دافينو على موقع أوليمبيديا (الإنجليزية)